# Philippe de Commines
Philippe de Commines, (de Commynes eller Philip de Comines) född omkring 1447, död 1511, var en fransktalande flamländare, en diplomat och författare som verkade vid de burgundska och franska hoven.
De Commines kom från Flandern och tjänstgjorde först hos Karl av Charolais, senare hertig av Burgund. Han övergick dock 1472 till dennes motståndare Ludvig XI av Frankrike. Av denne anlitades han flitigt som politisk rådgivare och erhöll flera stora utmärkelser. Under förmyndarregeringen efter Ludvigs död blev de Commines misstänkt för intriger och fängslad. Han återvann senare Karl VIII:s förtroende och användes även av honom i flera diplomatiskvav värv.
Den inblick han skaffat i tidens politik, gav honom möjlighet att skriva sitt stora historiskt-didaktiska verk, Cronique et hystoire contenant les choses advenues durant le règne du roy Loys XI och Cronique du roy Charles VIII. Här gav de Commines med utgångspunkt från egna erfarenheter en framställning av tidens historia, vilken till skillnad från det tidigare inte främst är en hyllning av kungarna utan en handledning i politik och beskrivning hur politiska intriger bör bedrivas. Verket behandlar den franska utrikespolitiken, främst gentemot Burgund och Italien 1464-97. Genom sitt praktiskt-didaktiska drag kan de Commines sägas förebåda Macchiavelli.
En av Johannes Sleidanus verkställd översättning till latin fanns i Erik XIV:s ägo. En översättning till svenska utförd av Johannes Schroderus utkom 1624.
Han har kallats "den förste verkligt moderna författaren" (Charles Augustin Sainte-Beuve) och "den förste kritiske och filosofiske historikern sedan klassisk tid" (Oxford Companion to English Literature). Att han varken var en krönikör eller historiker i ordets vanliga mening, gör hans analyser av den samtida politiska scenen är det som gör honom unik för sin tid.

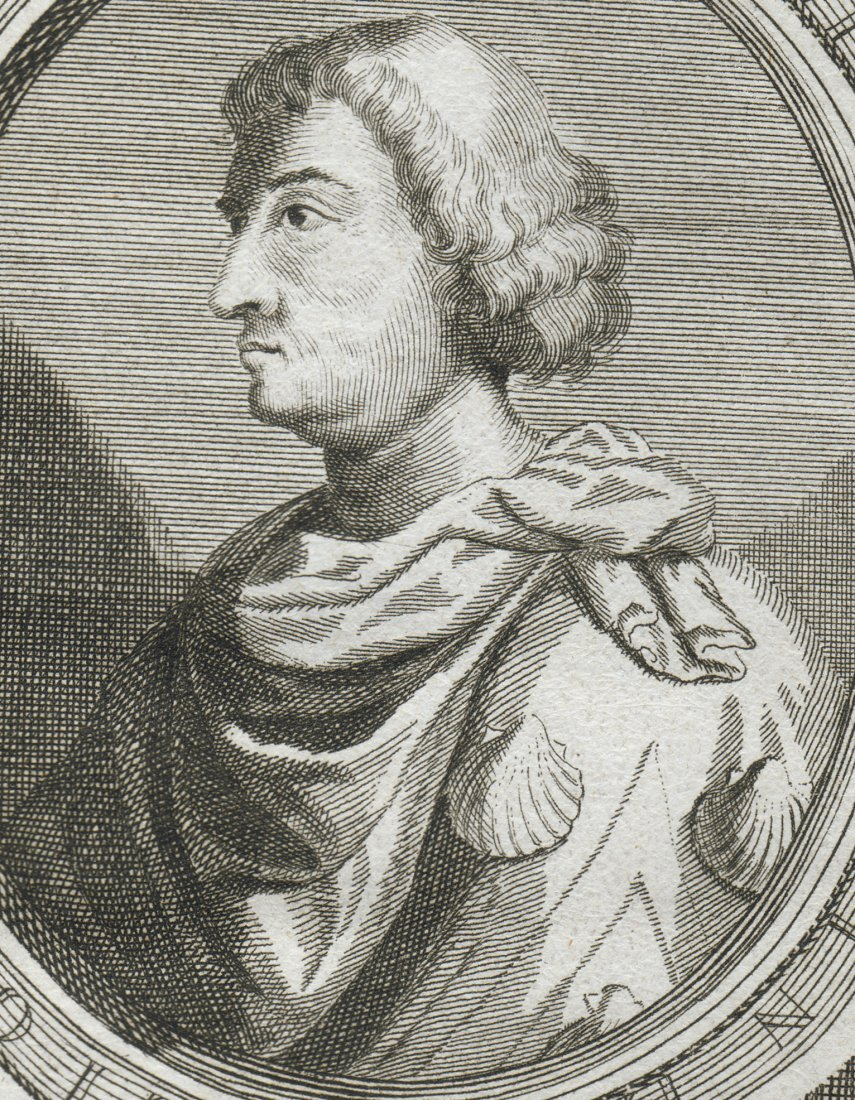
Philippe de Commines